# Gaxa (Öland)
Koordinaten: 57° 9′ 12″ N, 17° 1′ 51″ O
Gaxa (auch Gaxahamn genannt) auf der schwedischen Insel Öland war im Mittelalter ein Hafen an der nordöstlichen Küste der Insel und lag südlich von Högby. Vom 16. bis zum 18. Jahrhundert war der Ort Poststation und Posthafen für den Schiffsverkehr mit Klintehamn auf Gotland. Anfänglich wurden die für den Postverkehr benutzen Boote, die sogenannten gotlandssnipor, einfach auf den Sand gezogen. Später wurden eine kleine Hafenanlage und ein Gasthaus gebaut. Postsegler aus Gotland konnten bei ungünstigen Witterungsverhältnissen den ganzen Winter in Öland warten müssen, da das Meer eingefroren war. In Gaxahamn gingen auch Carl von Linné und seine Begleitung im Juni 1741 an Land.
Ende des 18. Jahrhunderts war Gaxahamn derart versandet, dass man den Hafen nicht mehr benutzen konnte. Der Ort wurde aufgegeben und Böda übernahm seine Funktion. 1847 wurde auf der Strecke die letzte der gotlanssnipor in Betrieb genommen, seit 1836 fuhren im Sommer Dampfer von Öland nach Gotland. Mit der Indienststellung der Polhem 1856 endeten auch die Winterfahrten der Postschiffe, die bedingt durch Stürme und raue See etliche Todesfälle zu verzeichnen hatten.
Vor dem versandeten Hafen von Gaxa liegt die Sandbank Långebå. Man entschloss sich hier einen Leuchtturm aufzustellen, der 23 m hohe eiserne Leuchtturm wurde 1898 errichtet und ist eine offene Pfeilerkonstruktion.

## Einzelnachweise

Die Anlegestelle der Postschiffe in Böda um 1880